# BD+45 564
BD+45 564 — одиночная звезда в созвездии Андромеды на расстоянии приблизительно 174 световых лет (около 53,3 парсек) от Солнца. Видимая звёздная величина звезды — +9,606m. Возраст звезды определён как около 6,84 млрд лет.

## Характеристики
BD+45 564 — оранжевый карлик спектрального класса K1. Масса — около 0,81 солнечной, радиус — около 0,834 солнечного, светимость — около 0,402 солнечной. Эффективная температура — около 5004 K.

## Планетная система
В 2021 году было объявлено об открытии планеты BD+45 564 b.
В 2019 году учёными, анализирующими данные проектов HIPPARCOS и Gaia, у звезды обнаружена планета HIP 10245 c.